# 地功拳
地功拳（ちこうけん）、地趟拳（ちしょうけん）とは、中国南北にあるしょう角術「シュワイジャオ法」と言う名の日本相撲と蒙古相撲の中間的な武術を融合して総合的に作られた拳法である。
「決定版」中国武術最強の必殺技FILEや「大図解」カンフーの必殺技と言う名の本による。
地功拳とは、地面を背にし、地を這いながら蹴り技や足払い、擒拿などで戦う武術で、酔拳と同じく様々な門派に組み入れられている戦闘法である。後方にできるだけ高く跳ぶ特徴的な稽古法を持ち、宙返りなどの曲芸的な動きを多用し、腹を打たれた瞬間に強く息を吐いてダメージを軽減する技や、重力に沿って全身を落下させる珍しい技も見られる。